# Ưng Lang
Nguyễn Phúc Ưng Lang (1919 – 17 tháng 8 năm 2009) là một nhạc sĩ, nghệ sĩ ghita Hawaii, giáo sư âm nhạc Việt Nam. Ông nổi tiếng với ca khúc Mưa rơi, một sáng tác có sự tham gia viết lời của cố nhạc sĩ Châu Kỳ.

## Thân thế, sự nghiệp
Ưng Lang sinh năm 1919 tại Huế. Ông là cháu nội của Hòa Thịnh vương Miên Tuấn, hoàng tử thứ 37 của Thánh Tổ Minh Mạng. Cha là Hồng Khanh, một quan văn dưới triều Tự Đức.
Ông mê âm nhạc từ nhỏ. Ông học trung học tại Trường Quốc học Huế, tốt nghiệp và đi làm kỹ sư công chánh. Ông đã đi nhiều nơi trên đất nước xây dựng nhiều công trình về cầu đường trong khoảng thời gian 1936 – 1941, đây cũng là thời gian ông bắt đầu sáng tác nhạc.
Ưng Lang lúc trẻ là một chàng thanh niên tuấn tú, người dong dỏng cao, hào hoa và có tài khiêu vũ, chơi các loại nhạc cụ, nhất là đàn ghita Hawaii (hạ uy cầm). Vì vậy ông được nhiều người mến mộ, trong đó có nhiều mối tình được ghi lại trong âm nhạc sau này.
Ông là một trong những nghệ sĩ biểu diễn và nhạc sĩ dạy hạ uy cầm đầu tiên ở Huế. Sau đó là giáo sư Trường Quốc gia Âm nhạc Huế (dạy hòa âm phối khí). Tại đây ông cùng các bạn lập ban nhạc Aloha Oe (tiếng của thổ dân Hawaii thường sử dụng khi gặp gỡ hoặc chia tay) cùng Văn Giảng, Ngô Ganh, Nguyễn Hữu Ba. Trong thập niên 1940, nhóm nhạc này đã biểu diễn nhiều nơi.
Sau nhiều năm phiêu lưu, đầu thập niên 1940, ông trở về Huế lập gia đình. Đến năm 1949, ông có một cô con gái đầu lòng và tiếp tục sáng tác.
Năm 2005, theo mong muốn của con cháu, ông sang Hoa Kỳ sống một thời gian  rồi về Sài Gòn sống với con trai út là Bửu Sư.
Ông mất đêm 17 tháng 8 năm 2009 tại thành phố Hồ Chí Minh, hưởng thọ 91 tuổi. Linh cửu được quàn tại 49/29b đường Nguyễn Thái Sơn, Gò Vấp.

## Tác phẩm
- Chiều tiễn biệt
- Chiều về thôn Vỹ
- Giòng sông lạnh (lời Hồ Đình Phương)
- Ký ức Tango
- Lạc nẻo
- Một thoáng
- Mưa rơi (1942)[4]
- Sóng đời
- Xuân thắm